# Чиялікулево
Чияліку́лево (рос. Чияликулево, башк. Сейәлеҡул) — присілок у складі Чекмагушівського району Башкортостану, Росія. Входить до складу Новобалтачевської сільської ради.
Населення — 27 осіб (2010; 42 у 2002).
Національний склад:
- татари — 83 %